# Kakuda
Kakuda (Japans: 角田市, Kakuda-shi) is een stad in de prefectuur Miyagi op het eiland Honshu, Japan. Deze stad heeft een oppervlakte van 147,58 km² en telt begin 2008 ongeveer 32.500 inwoners. De rivier Abukuma stroomt door de stad.

## Geschiedenis
Kakuda werd een stad (shi) op 1 oktober 1958.

## Verkeer
Kakuda ligt aan de Abukuma-expresslijn van de Abukuma Kyūkō Spoorwegmaatschappij.
Kakuda ligt aan de oostelijke Sendai-snelweg en aan de autowegen 113 en 349.

## Stedenbanden
Kakuda heeft een stedenband met
- Greenfield, Verenigde Staten sinds 12 september 1990

## Geboren in Kakuda
- Shinichi Ito (伊藤 真一, Itō Shin'ichi), motorcoureur

## Aangrenzende steden
- Shiroishi